# Brasilien i olympiska vinterspelen 2022
Brasilien deltog i de olympiska vinterspelen 2022 som ägde rum i Peking i Kina mellan den 4 och 20 februari 2022.
Brasiliens lag bestod av 10 idrottare (sex manliga och fyra kvinnliga) som tävlade i fem sporter. Edson Bindilatti och Jaqueline Mourão var landets fanbärare vid öppningsceremonin. Längdåkaren Manex Silva var fanbärare vid avslutningsceremonin.

## Alpin skidåkning
Brasilien kvalificerade en manlig alpin skidåkare till OS.
| Idrottare     | Gren                 | Åk 1  | Åk 1      | Åk 2             | Åk 2             | Totalt           | Totalt           |
| Idrottare     | Gren                 | Tid   | Placering | Tid              | Placering        | Tid              | Placering        |
| ------------- | -------------------- | ----- | --------- | ---------------- | ---------------- | ---------------- | ---------------- |
| Michel Macedo | Herrarnas storslalom | DNS   | DNS       | Gick inte vidare | Gick inte vidare | Gick inte vidare | Gick inte vidare |
| Michel Macedo | Herrarnas slalom     | 59,88 | 37        | DNF              | DNF              | DNF              | DNF              |

## Bob
Brasilien kvalificerade en släde i tvåmannabob och en i fyrmannabob.
Herrar
| Idrottare                                                                         | Gren     | Åk 1    | Åk 1      | Åk 2    | Åk 2      | Åk 3    | Åk 3      | Åk 4  | Åk 4      | Totalt  | Totalt    |
| Idrottare                                                                         | Gren     | Tid     | Placering | Tid     | Placering | Tid     | Placering | Tid   | Placering | Tid     | Placering |
| --------------------------------------------------------------------------------- | -------- | ------- | --------- | ------- | --------- | ------- | --------- | ----- | --------- | ------- | --------- |
| Edson Bindilatti Edson Martins                                                    | Tvåmanna | 1.01,11 | 29        | 1.01,36 | 29        | 1.01,34 | 29        | i.u.  | i.u.      | 3.03,81 | 29        |
| Edson Bindilatti Erick Gilson Vianna Jeronimo Edson Martins Rafael Souza da Silva | Fyrmanna | 59,49   | 20        | 59,60   | 16        | 59,78   | 23        | 59,61 | 16        | 3.58,48 | 20        |

## Freestyle
Brasilien kvalificerade en kvinnlig puckelpiståkare, vilket var landets debut i den disciplinen vid olympiska vinterspelen. USA-födda Sabrina Cass representerade Brasilien.
Puckelpist
| Idrottare    | Gren                | Kval  | Kval  | Kval   | Kval      | Kval  | Kval  | Kval   | Kval      | Final            | Final            | Final            | Final            | Final            | Final            | Final            | Final            | Final            | Final            | Final            | Final     |
| Idrottare    | Gren                | Åk 1  | Åk 1  | Åk 1   | Åk 1      | Åk 2  | Åk 2  | Åk 2   | Åk 2      | Åk 1             | Åk 1             | Åk 1             | Åk 1             | Åk 2             | Åk 2             | Åk 2             | Åk 2             | Åk 3             | Åk 3             | Åk 3             | Åk 3      |
| Idrottare    | Gren                | Tid   | Poäng | Totalt | Placering | Tid   | Poäng | Totalt | Placering | Tid              | Poäng            | Totalt           | Placering        | Tid              | Poäng            | Totalt           | Placering        | Tid              | Poäng            | Totalt           | Placering |
| ------------ | ------------------- | ----- | ----- | ------ | --------- | ----- | ----- | ------ | --------- | ---------------- | ---------------- | ---------------- | ---------------- | ---------------- | ---------------- | ---------------- | ---------------- | ---------------- | ---------------- | ---------------- | --------- |
| Sabrina Cass | Damernas puckelpist | 32,13 | 50,41 | 62,20  | 21        | 31,25 | 49,34 | 62,12  | 16        | Gick inte vidare | Gick inte vidare | Gick inte vidare | Gick inte vidare | Gick inte vidare | Gick inte vidare | Gick inte vidare | Gick inte vidare | Gick inte vidare | Gick inte vidare | Gick inte vidare | 26        |

## Längdskidåkning
Brasilien kvalificerade en manlig och två kvinnliga längdåkare till OS. Ursprungligen var Bruna Moura uttagen men hon fick ersättas efter att ha varit med i en bilolycka i Italien en vecka före OS.
Distans
| Idrottare        | Gren                          | Klassisk stil | Klassisk stil | Fristil | Fristil   | Final     | Final    | Final     |
| Idrottare        | Gren                          | Tid           | Placering     | Tid     | Placering | Tid       | Diff.    | Placering |
| ---------------- | ----------------------------- | ------------- | ------------- | ------- | --------- | --------- | -------- | --------- |
| Manex Silva      | Herrarnas 15 km klassisk stil | i.u.          | i.u.          | i.u.    | i.u.      | 50.35,1   | +12.40,3 | 90        |
| Manex Silva      | Herrarnas 30 km skiathlon     | LAP           | LAP           | LAP     | LAP       | LAP       | LAP      | 67        |
| Manex Silva      | Herrarnas 50 km fristil       | i.u.          | i.u.          | i.u.    | i.u.      | 1:33.11,8 | +21.39,1 | 58        |
| Jaqueline Mourão | Damernas 10 km klassisk stil  | i.u.          | i.u.          | i.u.    | i.u.      | 36.14,6   | +8.08,3  | 82        |
| Eduarda Ribera   | Damernas 10 km klassisk stil  | i.u.          | i.u.          | i.u.    | i.u.      | 38.58,7   | +10.52,4 | 90        |

Sprint
| Idrottare                       | Gren                   | Kval    | Kval      | Kvartsfinal      | Kvartsfinal      | Semifinal        | Semifinal        | Final            | Final            |
| Idrottare                       | Gren                   | Tid     | Placering | Tid              | Placering        | Tid              | Placering        | Tid              | Placering        |
| ------------------------------- | ---------------------- | ------- | --------- | ---------------- | ---------------- | ---------------- | ---------------- | ---------------- | ---------------- |
| Manex Silva                     | Herrarnas              | 3.08,64 | 71        | Gick inte vidare | Gick inte vidare | Gick inte vidare | Gick inte vidare | Gick inte vidare | Gick inte vidare |
| Jaqueline Mourão                | Damernas               | 4.05,60 | 84        | Gick inte vidare | Gick inte vidare | Gick inte vidare | Gick inte vidare | Gick inte vidare | Gick inte vidare |
| Eduarda Ribera                  | Damernas               | 4.14,53 | 88        | Gick inte vidare | Gick inte vidare | Gick inte vidare | Gick inte vidare | Gick inte vidare | Gick inte vidare |
| Jaqueline Mourão Eduarda Ribera | Damernas sprintstafett | i.u.    | i.u.      | i.u.             | i.u.             | Varvad           | 12               | Gick inte vidare | =23              |

## Skeleton
Nicole Silveira kvalificerade sig för att tävla för Brasilien i OS.
| Idrottare       | Gren     | Åk 1    | Åk 1      | Åk 2    | Åk 2      | Åk 3    | Åk 3      | Åk 4    | Åk 4      | Totalt  | Totalt    |
| Idrottare       | Gren     | Tid     | Placering | Tid     | Placering | Tid     | Placering | Tid     | Placering | Tid     | Placering |
| --------------- | -------- | ------- | --------- | ------- | --------- | ------- | --------- | ------- | --------- | ------- | --------- |
| Nicole Silveira | Damernas | 1.02,58 | 12        | 1.02,95 | 13        | 1.02,55 | 17        | 1.02,40 | 13        | 4.10,48 | 13        |